# Галапагосская качурка
Галапагосская качурка (лат. Hydrobates tethys) — небольшая морская птица, принадлежащая к семейству качурок (Hydrobatidae).

## Описание
Длина тела галапагосской качурки составляет около 14,5-16,5 см, масса 19-35 г, а размах крыльев достигает 33,5-40 см. Это типичный представитель рода, отличающийся компактным телосложением и длинными узкими крыльями, адаптированными для продолжительного парения над водной поверхностью. Оперение галапагосской качурки преимущественно темное, с черными или темно-серыми верхними частями тела. Нижняя часть тела светлее, с сероватым или беловатым оттенком. Хвост короткий и слегка раздвоенный. Половой диморфизм не выражен. Клюв тонкий и чёрного цвета, приспособленный для захвата мелкой добычи на поверхности воды. Лапы короткие, с перепонками.

## Питание
Галапагосская качурка питается преимущественно планктоном и мелкой рыбой, добывая пищу с поверхности воды.